# Classe Galeb
La classe Galeb (ou classe Orao) est une classe de mouilleur de mines prévu à l'origine pour la Kaiserliche Marine et construit en 1918-1919.
En 1921, six navires non armés sont achetés comme remorqueurs par le royaume de Yougoslavie pour sa marine royale yougoslave. Après l'Invasion de la Yougoslavie en 1941, les navires sont capturés par l'Italie et utilisés par la marine royale italienne. Après la reddition italienne, les navires sont utilisés par la marine militaire yougoslave.